# Wereldkampioenschappen baanwielrennen 1998
De wereldkampioenschappen baanwielrennen 1998 werden van 26 augustus tot en met 30 augustus 1998 gehouden in het Vélodrome de Bordeaux in de Franse stad Bordeaux. Er stonden twaalf onderdelen op het programma, acht voor mannen en vier voor vrouwen.

## Medailles

### Mannen
| Onderdeel            | Goud | Goud                                                                    | Zilver | Zilver                                                                  | Brons  | Brons                                                          |
| -------------------- | ---- | ----------------------------------------------------------------------- | ------ | ----------------------------------------------------------------------- | ------ | -------------------------------------------------------------- |
| Sprint               | FRA  | Florian Rousseau                                                        | GER    | Jens Fiedler                                                            | FRA    | Laurent Gané                                                   |
| 1 km tijdrit         | FRA  | Arnaud Tournant                                                         | AUS    | Shane Kelly                                                             | USA    | Erin Hartwell                                                  |
| Achtervolging        | FRA  | Philippe Ermenault                                                      | FRA    | Francis Moreau                                                          | GER    | Robert Bartko                                                  |
| Ploegenachtervolging | UKR  | Alexander Symonenko Serhij Matvjejev Oleksandr Fedenko Roeslan Pidhorny | GER    | Guido Fulst Robert Bartko Daniel Becke Christian Lademann Thorsten Rund | Italië | Andrea Colinelli Adler Capelli Cristiano Citton Mario Benetton |
| Teamsprint           | FRA  | Vincent Le Quellec Florian Rousseau Arnaud Tournant                     | AUS    | Day Danny Shane Kelly Graham Sharman                                    | GER    | Sören Lausberg Stefan Nimke Eyk Pokorny                        |
| Keirin               | GER  | Jens Fiedler                                                            | LVA    | Ainars Kiksis                                                           | FRA    | Laurent Gané                                                   |
| Puntenkoers          | ESP  | Juan Llaneras                                                           | GER    | Andreas Kappes                                                          | ITA    | Silvio Martinello                                              |
| Koppelkoers          | BEL  | Etienne De Wilde Matthew Gilmore                                        | ITA    | Silvio Martinello Andrea Colinelli                                      | GER    | Andreas Kappes Stefan Steinweg                                 |

- Renners van wie de namen schuingedrukt staan kwamen in actie tijdens minimaal één ronde maar niet tijdens de finale.

### Vrouwen
| Onderdeel     | Goud | Goud                  | Zilver | Zilver                | Brons | Brons             |
| ------------- | ---- | --------------------- | ------ | --------------------- | ----- | ----------------- |
| Sprint        | FRA  | Félicia Ballanger     | AUS    | Michelle Ferris       | CAN   | Tanya Dubnicoff   |
| 500m tijdrit  | FRA  | Félicia Ballanger     | CAN    | Tanya Dubnicoff       | AUS   | Michelle Ferris   |
| Achtervolging | AUS  | Lucy Tyler-Sharman    | NED    | Leontien van Moorsel  | GER   | Judith Arndt      |
| Puntenkoers   | ESP  | Teodora Ruano Sanchon | MEX    | Belem Guerrero Mendez | RUS   | Olga Sljoesarjova |

### Medaillespiegel
| Plaats | Land             | Goud | Zilver | Brons | Totaal |
| 1      | Frankrijk        | 6    | 1      | 2     | 9      |
| 2      | Spanje           | 2    | 0      | 0     | 2      |
| 3      | Duitsland        | 1    | 3      | 4     | 8      |
| 4      | Australië        | 1    | 3      | 1     | 5      |
| 5      | België           | 1    | 0      | 0     | 1      |
| 5      | Oekraïne         | 1    | 0      | 0     | 1      |
| 7      | Italië           | 0    | 1      | 2     | 3      |
| 8      | Canada           | 0    | 1      | 1     | 2      |
| 9      | Letland          | 0    | 1      | 0     | 1      |
| 9      | Mexico           | 0    | 1      | 0     | 1      |
| 9      | Nederland        | 0    | 1      | 0     | 1      |
| 12     | Rusland          | 0    | 0      | 1     | 1      |
| 12     | Verenigde Staten | 0    | 0      | 1     | 1      |
| Totaal | Totaal           | 12   | 12     | 12    | 36     |